# Jade Etherington
Jade Etherington (Chelmsford, 9 marzo 1991) è un'ex sciatrice alpina britannica ipovedente, vincitrice di quattro medaglie paralimpiche (3 argenti), e un mondiale (bronzo) in quattro specialità.
Con la sua guida vedente Caroline Powell, ha vinto l'argento nello sci alpino femminile, nella combinata e nello slalom, e la medaglia di bronzo nel Super-G ai Giochi Paralimpici Invernali 2014 di Soci. I loro tre argenti e un bronzo alle Paralimpiadi invernali le hanno rese le paratlete britanniche di maggior successo di tutti i tempi e le prime britanniche a vincere quattro medaglie ad una Paralimpiadi. Per i suoi risultati nel 2014, Etherington è stata la portabandiera britannica alla cerimonia di chiusura delle Paralimpiadi invernali del 2014.
Etherington ha solo il cinque percento di vista ad entrambi gli occhi e compete nella categoria degli ipvedenti B2, avendo bisogno di una guida, Caroline Powell. La coppia si è formata ad aprile 2013 e ha gareggiato insieme dall'agosto 2013, dopo che l'atleta aveva chiesto una nuova guida tramite Facebook e dopo che altri due candidati si sono ritirati.

## Biografia
Etherington è nata a Chelmsford il 9 marzo 1991, da Amber, un dipendente del Consiglio distrettuale di Braintree, e Andrew, un agente di cambio. La famiglia viveva a Maldon, ma quando Jade aveva sette anni si è trasferita nel Lincolnshire. Etherington è nata con il glaucoma e la sindrome di Axenfeld, un disturbo visivo che può portare alla cecità ereditato da sua madre che perse la vista a 14 anni. Le tre sorelle minori di Etherington hanno lo stesso disturbo. Nonostante abbia subito diversi interventi chirurgici da bambina, all'età di 17 anni Etherington ha iniziato a perdere la vista. Descrive la sua vista come "molto sfocata con poca messa a fuoco" ed ha un residuo visivo di quattro percento in entrambi gli occhi, che la colloca nella classificazione B2.
Etherington ha studiato presso la Deepings School nel Lincolnshire prima di immatricolarsi alla Bishop Grosseteste University, dove ha conseguito una laurea in pedagogia e geografia. Ha studiato per diventare insegnante di geografia presso la Open University, intraprendendo un Postgraduate Certificate in Education (PGCE), ma ha sospeso la sua carriera per concentrarsi sui Giochi Paralimpici Invernali del 2014. Nel 2014 le è stato conferito il dottorato in scienze honoris causa da parte dell'Anglia Ruskin University.

## Carriera
Etherington ha iniziato a sciare ancora vedente all'età di otto anni, allenata da suo padre Andrew e dalle sue sorelle. Ha continuato a sciare a livello ricreativo per i successivi dieci anni. Nel 2009, è entrata a far parte del British Disabled Ski Team (BDST), partecipando a gare a livello internazionale dal 2011. L'anno successivo ha portato la torcia olimpica attraversando la città natale Lincoln, come parte della staffetta della torcia per le Olimpiadi e le Paralimpiadi estive del 2012 a Londra.

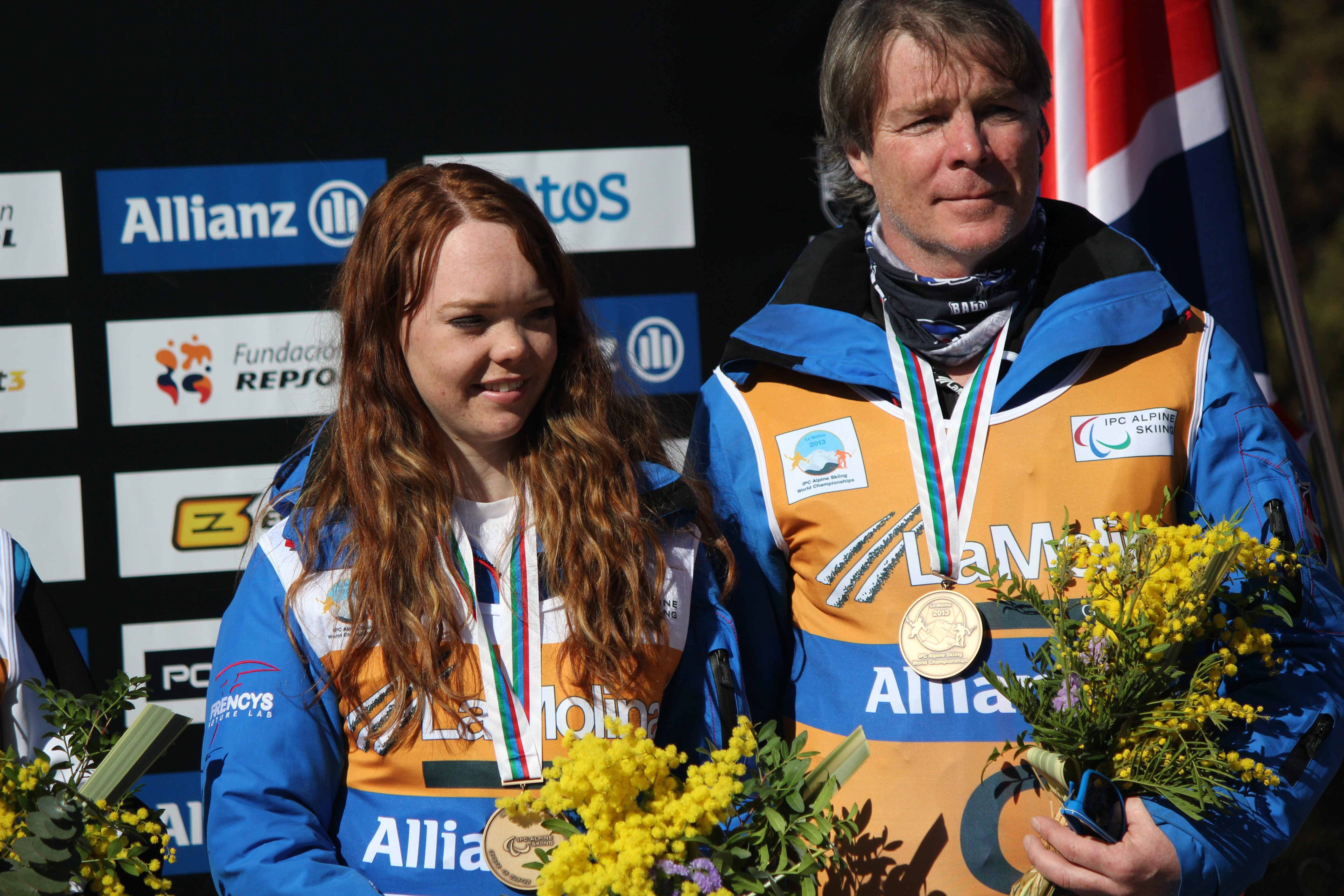
Jade Etherington e la guida John Clarke ricevono medaglie di bronzo per il Super G ai Campionati Mondiali di Alpi IPC 2013 a La Molina

Agli eventi di sci alpino all'Europa Cup e al Comitato Paralimpico Internazionale (IPC) Etherington ha partecipato con la sua guida vedente Fiona Gingell, ma è poi stata costretta a fare appello per una nuova guida sulla sua pagina Facebook, dopo che Gingell si è sposata e si è trasferita negli Stati Uniti. Dopo che all'inizio del 2013 due candidati si sono ritirati, Etherington, rimasta senza una guida, ha accettato l'offerta di Heather Mills - che non si era qualificata per i Campionati del mondo - di gareggiare insieme al suo allenatore, John Clark.
La coppia si è qualificata per i Campionati mondiali di sci alpino IPC 2013 a La Molina, in rappresentanza della Gran Bretagna. A La Molina, Etherington è arrivata quarta nello slalom femminile e terza nel superG femminile, conquistando il bronzo. Le corse le hanno assicurato un posto alle Paralimpiadi invernali del 2014 a Sochi. Ad aprile Etherington ha iniziato la sua collaborazione con Caroline Powell, fatto che le ha permesso di competere insieme in quella stagione. Etherington e Powell hanno iniziato a sciare insieme nell'agosto 2013.

### Paralimpiadi
Le Paralimpiadi Invernali 2014 sono state le Paralimpiadi di debutto di Etherington, in competizione per la Gran Bretagna. Ha gareggiato nella discesa libera, vincendo una medaglia d'argento con Powell l'8 marzo 2014., dietro alla slovacca Henrieta Farkašová arrivata con 2,73 secondi di vantaggio. Questa è stata la prima volta che una donna britannica ha vinto una medaglia delle Paralimpiadi invernali sulla neve, e la prima medaglia di dei paratleti britannici alle Paralimpiadi del 2014. Successivamente Etherington ha vinto una medaglia di bronzo nella discesa libera, e un argento nello slalom e nella supercombinata., diventando insieme a Powell le atlete di maggior successo delle Paralimpiadi invernali femminili della Gran Bretagna e le prime britanniche a vincere quattro medaglie a una Paralimpiadi. Tuttavia, si sono ritirate dallo slalom gigante, che si è svolto il giorno della cerimonia di chiusura di Sochi 2014. Le quattro medaglie che Etherington ha vinto alle Paralimpiadi invernali 2014 fanno parte di un totale di sei vinte dagli atleti paralimpici britannici, per il 66% del totale delle medaglie britanniche ai giochi.
Nonostante la rottura di una ciste ovarica che l'ha lasciata su una sedia a rotelle per gran parte della giornata della cerimonia, Etherington è stata la portabandiera della Gran Bretagna alla cerimonia di chiusura dei Giochi; era riuscita a camminare e portare la bandiera dopo aver preso degli antidolorifici. Dopo la fine delle Paralimpiadi invernali del 2014, era incerta se avrebbe continuato a gareggiare a livello internazionale, affermando "Non so davvero cosa voglio in questo momento". Nel novembre 2014, all'età di 23 anni, Etherington ha annunciato il suo ritiro dal programma di sci alpino paralimpico.
- 4 medaglie:
  - 3 argenti (discesa libera, slalom gigante e combinata a Soči 2014)
  - 1 bronzo (supergigante a Soči 2014)

### Mondiali
- 1 medaglia:
  - 1 bronzo (supergigante a La Molina 2013)